# Stranka za restrukturirane Antile
Stranka za restrukturirane Antile (PAR, papiamento: Partido Antiá Restrukturá, nizozemski: Partij voor Geherstructureerde Antillen) je politička stranka na Curaçau. Osnovana je 1993. godine. Nakon izbora 2012. godine Stranka za restrukturirane Antile drži četiri od dvadeset i jednog mandata u drugom sazivu Parlamenta Nizozemskih Antila, po čemu je treća po snazi stranka u parlamentu.  U prvom sazivu Parlamenta Nizozemskih Antila Stranka za restrukturirane Antile imala je osam mandata i bila je najjača stranka u parlamentu uspostavljenom nakon raspuštanja Nizozemskih Antila 2010. godine. Čelnica stranke bila je Emily de Jongh-Elhage do kasne 2012. kad je dala ostavku, a za novog čelnika stranke izabran je Daniel Hodge 25. lipnja 2013.
Stranka je formirana kao posljedica ustavnih referenduma na otocima Nizozemskih Antila 1993. godine, kad je većina izabrala raspuštanje Nizozemskih Antila. Na zakonodavnim izborima na Nizozemskim Antilima od 18. siječnja 2002., ova je stranka osvojila 20,6% glasova birača što joj je dalo 4 od 14 mjesta u izbornom okrugu Curaçao u Parlamentu Curaçaa. Čelnik stranke Etiënne Ys postao je prvi premijer Nizozemskih Antila.
Kad je stranka osvojila pet i šest mjesta respektivno na općim izborima na Nizozemskim Antilima 2006. i 2010. čelnica ove stranke Emily de Jongh-Elhage postala je premijerkom Nizozemskih Antila a razvojem događaja pokazalo se i posljednjom.
Na Otočkom vijeću otočkog teritorija Curaçaoa stranka je osvojila pet i sedam mjesta, respektivno. Na posljednjem sazivu Otočkog vijeća stranka je držala osam od dvadeset i jednog mjesta. Otočkog vijeće nastavilo je postojati kroz Parlament Curaçaa nakon raspuštanja Nizozemskih Antila listopada 2010. godine.

## Vanjske poveznice
- Službene stranice  Arhivirana inačica izvorne stranice od 4. siječnja 2014. (Wayback Machine)